# 西舎村
西舎村（にしちゃむら）は、かつて北海道浦河郡に存在した村である。

## 沿革
- 1902年（明治35年）4月1日 - 北海道二級町村制施行により浦河郡西舎村、幌別村の一部が合併し、西舎村が発足。
- 1915年（大正4年）4月1日 - 浦河郡浦河町に編入。